# Blues (альбом Breakout)
Blues — третій студійний альбом польського блюз-рокового гурту Breakout виданий 1971 року.

## Перелік пісень
1. Ona poszła inną drogą
2. Kiedy byłem małym chłopcem
3. Oni zaraz przyjdą tu
4. Przyszła do mnie bieda
5. Pomaluj moje sny
6. Usta me ogrzej
7. Gdybym był wichrem
8. Co się stało kwiatom
9. Dzisiejszej nocy

## Склад гурту
- Тадеуш Налепа — гітара, вокал, гармоніка
- Міра Кубашіньська — вокал
- Даріуш Кожакевич — гітара
- Єжи Голенівський — бас-гітара
- Юзеф Гайдаш — ударні